# 長沙稻田中学校
長沙稻田中学校（Daotian Middle School）は、中華人民共和国湖南省長沙市雨花區赤黄路にある公立の高等学校。略称は稻田。

## 校訓
- 志、誠、仁、愛

## 施設概要
- 教学楼
- 図書館
- 体育館
- 博育館
- 実験楼
- 学生公寓
- 学校食堂

## 有名な卒業生
- 楊開慧